# Pierre-Ulric Dubuisson
Pierre-Ulric Dubuisson   (Laval, 23 de gener de 1746 - París, 24 de març de 1794) fou un literat, polític i compositor francès.
Fou un autor molt fecund de tragèdies i òperes còmiques, sense cap de les seves obres destaqués; abraçà amb entusiasme les idees revolucionàries i s'uní a la facció d'Hébert, Ronsin i Anacarsis Clootz, dels quals seguí la mateixa sort; fou comissari del Consell executiu de Bèlgica; quan la traïció del general Dumouriez, junt amb Jacob Pereira i Berthold Proly tingué una conferència amb aquell, cosa que el feu sospitós.
El 1793 el ministre de Negocis estrangers li confià una missió secreta per a Basilea i Suïssa. Va estar als Estats Units arran de la guerra de la independència, escrivint les seves impressions sobre aquell viatge. Partidari entusiasta dels heberistes, es va veure envoltat en el procés que se'ls hi formà i en compartí la trista fi, a la guillotina.
S'assajà en quasi tots els gèneres de la literatura, havent escrit: 
- Tableau de la voluplé ou Les quatre parties du jour (1771), poema en vers lliure;
- Abrégé de la révolution des États d'Amérique (1779);
- Considérations sur Saint-Domingue (1780);
- Le Vieux Garçon, L'Avare cru bienfaisant (1773-1774), comèdies, i les òperes Les deux Frères i Lelia (1792).